# Флорешть (комуна, Клуж)
Флорешть, Флорешті (рум. Florești) — комуна у повіті Клуж в Румунії. До складу комуни входять такі села (дані про населення за 2002 рік):
- Луна-де-Сус (2058 осіб)
- Теуць (214 осіб)
- Флорешть (5198 осіб)

Комуна розташована на відстані 327 км на північний захід від Бухареста, 9 км на південний захід від Клуж-Напоки.

## Населення
За даними перепису населення 2002 року у комуні проживали 7470 осіб.
Національний склад населення комуни:
| Національність   | Кількість осіб | Відсоток |
| ---------------- | -------------- | -------- |
| румуни           | 4516           | 60,5%    |
| угорці           | 2057           | 27,5%    |
| цигани           | 888            | 11,9%    |
| німці            | 3              | < 0,1%   |
| італійці         | 2              | < 0,1%   |
| росіяни-липовани | 1              | < 0,1%   |

Рідною мовою назвали:
| Мова       | Кількість осіб | Відсоток |
| ---------- | -------------- | -------- |
| румунська  | 4813           | 64,4%    |
| угорська   | 2051           | 27,5%    |
| циганська  | 597            | 8,0%     |
| німецька   | 3              | < 0,1%   |
| італійська | 2              | < 0,1%   |
| українська | 1              | < 0,1%   |

Склад населення комуни за віросповіданням:
| Релігія            | Кількість осіб | Відсоток |
| ------------------ | -------------- | -------- |
| православні        | 4605           | 61,6%    |
| реформати          | 1369           | 18,3%    |
| римо-католики      | 587            | 7,9%     |
| п'ятдесятники      | 300            | 4,0%     |
| греко-католики     | 286            | 3,8%     |
| баптисти           | 244            | 3,3%     |
| унітарії           | 17             | 0,2%     |
| не релігійні       | 10             | 0,1%     |
| адвентисти         | 5              | 0,1%     |
| бретрени           | 5              | 0,1%     |
| мусульмани         | 2              | < 0,1%   |
| старообрядці       | 2              | < 0,1%   |
| атеїсти            | 2              | < 0,1%   |
| не вказали релігію | 6              | 0,1%     |

## Зовнішні посилання
- Дані про комуну Флорешть на сайті Ghidul Primăriilor